# Coniopteryx esbenpeterseni
Coniopteryx esbenpeterseni là một loài côn trùng trong họ Coniopterygidae thuộc bộ Neuroptera. Loài này được Tjeder miêu tả năm 1930.